# 鍾展翹
鍾展翹（英語：Arnold Chung Chin Ku），綽號「阿包」，是一位香港社運人土，曾為香港眾志成員、學民思潮常委、網絡媒體《破折號》總編輯。 

## 生平
2012年，鍾展翹加入學民思潮，並參與了反對國民教育運動，成功令政府擱置德育及國民教育科。後來，學民思潮為了延續學生留意時事的風氣和補足主流傳媒的限制而於同年成立網上媒體平台《破折號》，並由鍾擔任總編輯:104-106。2014年，鍾展翹擔任《中大學生報》總編輯，並於同年參與了雨傘革命。 
2016年3月20日，學民思潮宣佈解散，李宗澤與其他常委成員接受了《立場新聞》一連七集的《學民退潮》系列專訪，鍾認為「國教嘅學民思潮，同政改嘅學民思潮，個班底已經完全唔同」（反國教時期的學民思潮和政改時期的學民思潮之活躍成員完全不同），理念也自然面目全非。鍾於同年加入香港眾志。2018年，鍾展翹獲時任立法會議員區諾軒聘請擔任全職政策研究員。